# Onthophagus pusio
Onthophagus pusio es una especie de insecto del género Onthophagus, familia Scarabaeidae, orden Coleoptera.

Fue descrita científicamente por Fahraeus en 1857.